# NGC 4279
NGC 4279 este o galaxie lenticulară situată în constelația Fecioara. A fost descoperită în 6 mai 1886 de către Lewis A. Swift. Se află la o distanță de 65,46 de megaparseci de Pământ.